# Izapa

Izapa e outros sítios do período formativo.

Izapa é um sítio arqueológico pré-colombiano de grande dimensão, localizado no estado mexicano de Chiapas, e cuja ocupação ocorreu durante o período pré-clássico tardio. O sítio situa-se junto do rio Izapa perto do sopé do vulcão Tacaná, a quarta maior montanha do México.
A ocupação de Izapa estendia-se ao longo de 2 km, o que torna este o maior sítio de Chiapas. Crê-se que o seu apogeu tenha ocorrido entre 600 a.C. e 100; vários arqueólogos teorizaram que Izapa poderá ter sido ocupado desde 1500 a.C.,[carece de fontes?] o que o tornaria tão antigo como os sítios olmecas de La Venta e San Lorenzo.
Izapa situa-se em terrenos húmidos e montanhosos constituídos por solo vulcânico, ainda assim fértil. O clima é quente e húmido, e a região em redor (Soconusco) era uma importante zona de produção de cacau consumido pelos astecas.

## Disposição e arquitectura de Izapa
Izapa era um sítio de grande dimensão, com muitos monumentos e arquitectura. Está composto por oito grupos de montículos com um total de 80 a 130 montículos, dos quais aproximadamente metade foram restaurados. As construções de Izapa possuem uma volumetria total de aproximadamente 250 000 m3. No sítio incluem-se pirâmides, praças com esculturas e possivelmente dois campos de jogo de bola. O montículo 30A corresponde a uma antiga pirâmide em escada, com cerca de 10 metros de altura, provavelmente construída com fins religiosos e cerimoniais.
O sítio está orientado ligeiramente para leste relativamente ao norte e alinhado com o vulcão Tacaná. Muitas das construções estão voltadas para o horizonte do solstício de Dezembro.

## Izapa e as civilizaçõesmesoamericanas
Michael Coe descreve Izapa como um elo entre os olmecas e os primeiros maias. Sustenta esta ideia na grande quantidade de motivos de estilo olmeca utilizados na arte de Izapa, incluindo jaguares, bocas humanas viradas para baixo, cruzes de Santo André, céus e nuvens enrolados e figuras com caras de bébé. Outro argumento usado para apoiar a hipótese de Coe são elementos da cultura maia que se pensa derivarem da cultura de Izapa, incluindo semelhanças nos estilos artísticos e arquitectónicos, continuidade entre monumentos maias e de Izapa e divindades comuns.
Outros arqueólogos sustentam que ainda não se conhecem factos suficientes que apoiem a teoria de Coe, e que o termo "estilo Izapa" deve ser aplicado apenas quando se descreve arte de Izapa. Virginia Smith defende a ideia de que a arte de Izapa é demasiado singular e de um estilo diferente para ser o resultado de influência olmeca ou precursor da arte maia. Vai mais longe ainda, afirmando que a arte de Izapa é característica única deste local e que não se espalhou para lugares muito distantes daqui. A arte de Izapa quase certamente influenciou a arte maia, apesar de ter sido apenas uma das muitas influências absorvidas pelos maias.
Izapa encontra-se também incluída no debate da origem do calendário maia de 260 dias. Pensava-se até há pouco que o calendário fosse uma invenção original dos maias, mas recentemente foi avançada a hipótese de este calendário ter sido criado em Izapa. Esta hipótese é apoiada pelo facto de Izapa se encaixar melhor nas condições geológicas e históricas que o local antes tido como sendo a origem deste calendário.

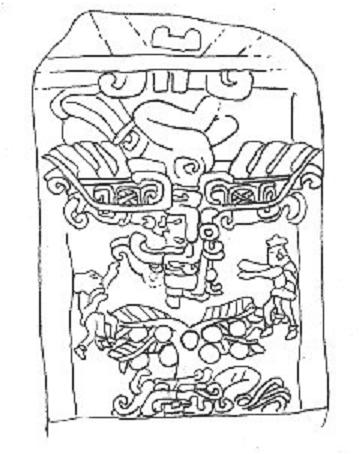
Estela 2 de Izapa

## Arte monumental de Izapa
Izapa deve a sua fama ao seu estilo artístico. As obras de arte aqui encontradas incluem esculturas, estelas e altares que lembram rãs. As estelas e os altares encontravam-se geralmente juntos, sendo as rãs símbolos da chuva. Muita da arte de Izapa que inclui pessoas, mostra grandes grupos e não indivíduos. Há características comuns aos objectos artísticos de Izapa, como sejam objectos alados, deuses de lábios grossos, céu e nuvens enrolados de estilo olmeca, boca felina usada como moldura, representação de animais (crocodilo, jaguar,rã, peixes, aves), sobreposições, e ausência de datas. Conhecem-se cerca de 250 esculturas em Izapa.
Estela 1 - representa uma deidade de lábios longos, que Coe descreve como uma versão antiga do deus maia do relâmpago e da chuva, Gi. Na estela 1, este deus caminha sobre a água enquanto recolhe peixes num cesto e carrega um cesto de água às costas.
Estela 2 - tal como a estela 25, foi relacionada com a luta dos Gémeos Heróis contra Vucub Caquix, um poderoso demónio-ave do inframundo maia, também conhecido somo Sete Arara.
Estela 3 - mostra uma divindade brandindo um bastão. A perna desta divindade transforma-se numa serpente enquanto se enrola em volta do seu corpo. Poderá tratar-se de uma representação antiga do deus maia K, que carregava um cajado.
Estela 4 - retrata uma dança de pássaro, com um rei transformando-se em pássaro. Esta transformação poderia simbolizar xamanismo e extâse, significando que o governante-xamã utilizou alucinogéneos para viajar até outro mundo. O tipo de sistema político existente em Izapa permanece um mistério, apesar da estela 4 sugerir que o xamã era o líder. Este governante-xamã cumpriria os papeis de líder político e religioso. 
Estela 5 - apresenta aquele que será talvez o relevo mais complexo de Izapa. Ocupando um lugar central na imagem, encontra-se uma grande árvore, rodeada por cerca de uma dúzia de figuras humanas e muitas outras imagens. 

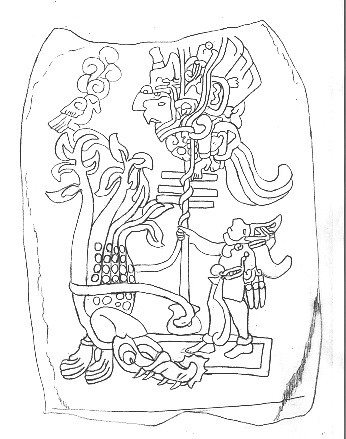
Estela 25 de Izapa

Estela 8 - mostra um governante sentado num trono. A cena da estela 8 é muitas vezes comparada ao trono 1, que se situava junto do pilar central de Izapa. A estela 8 poderá mostrar um governante sentado no trono 1.
Estela 21 - é um retrato raro de violência envolvendo divindades. A estela ilustra um guerreiro segurando a cabeça de um deus decapitado.
Estela 25 - mostra o que se crê ser uma cena do Popol Vuh.  A imagem retratada na estela 25 refere-se quase de certeza aos Gémeos Heróis alvejando uma divindade pássaro com uma zarabatana. Também foi sugerido que se trataria de um mapa do céu nocturno, usado para contar a história dos Gémeos Heróis matando o deus pássaro.

## Mormonismo
A teologia mórmon, de A Igreja de Jesus Cristo dos Santos dos Últimos Dias, acredita que a figura da Estela 5 retrata uma passagem do Livro de Mórmon, conhecida como o sonho de Leí. Neste sonho, Leí, patriarca de um grupo hebreu que emigrou para o continente americano, vê uma árvore (que ficou conhecida como A Árvore da Vida) a qual possui frutos que atraem as pessoas boas. Toda a história de Leí gira em torno de um grupo que contava com 5 homens (Leí e seus 4 filhos) e uma mulher (a esposa de Leí). Ele, sua esposa e 2 de seus filhos comem do fruto, enquanto outros 2 filhos negam-se a comer do fruto.